# Agnès Chabrier
Agnès Chabrier, née le 2 août 1914 à Tourcoing et morte le 22 février 1981 à Paris 7e, est une écrivaine française.
Elle a publié des ouvrages sous divers pseudonymes dont Daniel Gray. Son roman le plus célèbre est Raz de marée régulièrement réédité, notamment par France Loisirs.

## Biographie
Agnès Chabrier est auteur de romans et de livres pour les enfants.
Elle écrivait également des romans sentimentaux sous le nom d'Axel du Rieux et Daniel Gray. Elle a écrit aussi sous le pseudonyme de Merri Fontaine.
Fiancée en 1939 avec un officier polonais qui en 1940 se bat en France et que la Gestapo recherche, elle le conduit après l'armistice à la frontière espagnole. Elle ne le reverra pas : il sera tué devant Falaise le 8 août 1944. Parce qu'elle veut écrire un livre à sa mémoire, elle obtient .de se rendre à Londres en janvier 1945 ; elle veut interroger des Polonais évadés du «Gouvernement Général » et se renseigner auprès de la B.B.C. et du ministère de l'Information britannique.
Paru en juin 1946, La Vie des Morts reçoit le Prix des Critiques. C'est son deuxième roman. Elle a publié auparavant Le Royaume intermédiaire.
Une dizaine d'ouvrages ont suivi : Les Pierres crient .... Au Vent de l'Hiver, La Plaine des Tombeaux (1955) dont l'action se situe en Indochine, au moment du départ des Français, Le Plaisir de Dieu Seul (1962) Noire est la Couleur (histoire de la déportation de Louise Michel en Nouvelle-Calédonie), Mémoire du Proche Avenir (1965), Raz de marée (1967), Nous, les Vivants (1972).
Grande voyageuse, Agnès Chabrier a épousé en 1957 un officier de marine ; elle connaît les cinq continents mais si pour elle, Paris reste le port d'attache, « ailleurs » est le plus beau mot de la langue française.
Raz de marée, publié en 1967, a fait l'objet de nombreuses rééditions Il s'agit de l'histoire d'une jeune musicienne venue à Rio de Janeiro pour retrouver son mari disparu.

## Publications

### Romans
- Le Royaume intermédiaire (1945)
- La Vie des morts (1946)
- Les pierres crient (1948)
- Au vent de l'hiver (1950)
- La Plaine des tombeaux[6] (1958)
- Le Tour de monde d'une femme seule (1959)
- Le Plaisir de Dieu seul (1962)
- Noire est la couleur (1964)
- Mémoire du proche avenir (1965)
- Raz de marée (1967), Presses de la cité, réédité par France Loisirs en 1979[7]
- La Seconde Vie des amants (1969)
- Nous, les vivants (1972)